# 退化 (病症)
退化（英語：degeneration）是1857年，法国医生Bénédict Morel创造了一种新的医学综合病症。
认为如果父母沉溺于酒精、烟草或鸦片等物品，就会永久的破坏遗传基因，其孩子将会因此而得诸如肺结核或智能障碍等无法治愈的疾病。由于当时细菌学和营养缺失理论还没有发展起来（这是导致这些疾病的主要原因），所以当时的医生误认为的假想是正确的。
尽管所设想的疾病从来没有出现过，但理查德·克拉夫特·埃宾在其《性精神病态》（Psychopathia Sexualis）一书，特别是在性倒错部分，采用了的“退化”理论，认为同性恋是一种“退化”。